# Чон Иль Гвон

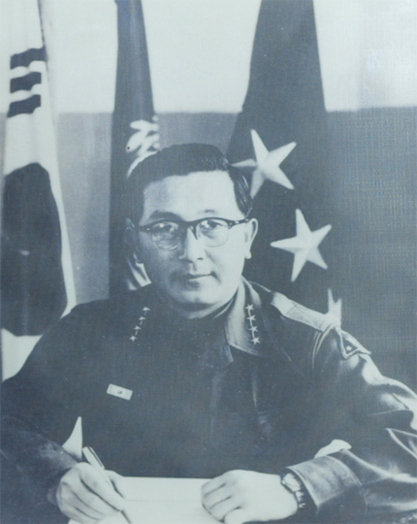

Чон Иль Гвон (кор. 정일권?, 丁一權?; 21 ноября 1917, Никольск-Уссурийский, Приморская область, РСФСР — 17 января 1994, Гонолулу, Гавайи) — южнокорейский политик, военный деятель, дипломат, премьер-министр страны в 1964—1970 годах.

## Биография
Родился в Никольске-Уссурийском, где его отец служил переводчиком при штабе российской армии; после Октябрьской революции семья вернулась в оккупированную японцами Корею. Рос в нищете; носил японизированное имя Накадзима Иккэн (中島一權). В 1937 году с отличием окончил академию Императорской армии Маньчжоу-го в Мукдене, а в 1940 году окончил Токийскую военную академию по классу кавалерии.
Во время Второй мировой войны Чон служил в Императорской армии Японии на территории Маньчжурии в звании капитана военной полиции; имел также воинское звание в Императорской армии Маньчжоу-го. В конце войны перешёл на сторону Гоминьдана, а затем вернулся на родину, где в 1946 году окончил Корейскую военную академию и поступил на службу в южнокорейскую армию, ввиду большого военного опыта сделав в ней быструю карьеру. Во второй половине 1940-х годов Чон проходил военную подготовку на Гавайях. После начала в 1950 году Корейской войны стал в звании генерал-майора одним из командующих вооружёнными силами Южной Кореи. В числе прочих операций руководил южнокорейскими войсками во время согласованного с американской 8-й армией отступления к Пусану в июле и августе, а также во время сентябрьской высадки американцев в Инчхоне, остановившей северокорейское наступление, благодаря чему получил в стране широкую известность и популярность.
С июля 1951 по июль 1952 года Чон находился в США, где совершенствовался в военных науках. По возвращении в Южную Корею был понижен в звании до дивизионного генерала и отправлен на передовую, но спустя три месяца стал заместителем командующего американским IX корпусом и командовал силами ООН во множестве наступательных операций, и ещё через три месяца был назначен командующим II Корейским корпусом и сохранил эту должность до конца войны. В 1956—1957 годах в звании генерала возглавлял генеральный штаб страны.
В 1957 году вышел в отставку и перешёл на дипломатическую службу; в том же году был назначен послом Южной Кореи в Турции. В 1960 году на протяжении нескольких месяцев был послом во Франции, затем в 1960—1961 и 1962—1963 годах — в США. В 1963—1964 годах занимал пост министра иностранных дел, в 1964—1970 годах — премьер-министра Южной Кореи (при этом в 1966—1967 годах одновременно вновь держал портфель министра иностранных дел), но был вынужден уйти в отставку из-за разногласий с президентом и из-за ряда скандалов. С 1971 года на протяжении трёх каденций был депутатом парламента от Демократической партии, при этом в 1973—1979 годах являлся спикером Национального собрания 9-го созыва. Ушёл из политики в 1980 году.
Умер 17 января 1994 на 77 году жизни.